# Episodi di NCIS: Hawai'i (terza stagione)
La terza e ultima stagione della serie televisiva NCIS: Hawai'i, composta da 10 episodi, è stata trasmessa in prima visione negli Stati Uniti d'America da CBS dal 12 febbraio al 6 maggio 2024.
In Italia la stagione è stata trasmessa in prima visione su Rai 2 dal 20 settembre al 15 novembre 2024.
| nº | Titolo originale     | Titolo italiano           | Prima TV USA     | Prima TV Italia   |
| -- | -------------------- | ------------------------- | ---------------- | ----------------- |
| 1  | Run and Gun          | Spara e scappa            | 12 febbraio 2024 | 20 settembre 2024 |
| 2  | Crash and Burn       | Acqua e fuoco             | 19 febbraio 2024 | 20 settembre 2024 |
| 3  | License to Thrill    | Brividi e adrenalina      | 26 febbraio 2024 | 27 settembre 2024 |
| 4  | Dead on Arrival      | Morte in arrivo           | 4 marzo 2024     | 4 ottobre 2024    |
| 5  | Serve and Protect    | Servire e proteggere      | 25 marzo 2024    | 11 ottobre 2024   |
| 6  | Operation Red Rabbit | Operazione Coniglio Rosso | 1º aprile 2024   | 18 ottobre 2024   |
| 7  | The Next Thousand    | Mille passi ancora        | 15 aprile 2024   | 25 ottobre 2024   |
| 8  | Into Thin Air        | Fino alla fine            | 22 aprile 2024   | 1º novembre 2024  |
| 9  | Spill the Tea        | Versa il tè               | 29 aprile 2024   | 8 novembre 2024   |
| 10 | Divided We Conquer   | Tutti per uno             | 6 maggio 2024    | 15 novembre 2024  |

## Spara e scappa
- Titolo originale: Run and Gun
- Diretto da: Tim Andrew
- Scritto da: Jan Nash e Christopher Silber

### Trama
A seguito del suo rapimento e tortura nel finale della stagione precedente, Jane supera brillantemente il colloquio con il medico e quello con la psichiatra che la dichiarano idonea ad essere riammessa in servizio attivo, ma scopre che sarà l'Agente Speciale Sam Hanna dell'Ufficio Progetti Speciali di Los Angeles a condurre la valutazione finale. Nel frattempo, la squadra (all'interno della quale Jesse l'ha sostituita temporaneamente nel ruolo di Agente al comando), che la aggiorna nel momento in cui Tennant rientra in sede, indaga sulla morte di un uomo, Josh Moore, freddato sulla spiaggia di Waikiki da un finto poliziotto. Le indagini svelano una falla nel database dell'US Marshal: significa che l'elenco dei testimoni protetti dal WITSEC, i nomi dei giudici e i percorsi di trasferimento dei detenuti (informazioni secretate) sono trapelati sul dark web, e ciò costituisce una minaccia alla sicurezza.
Sam affianca Tennant nell'indagine e i due si confrontano sulle rispettive esperienze traumatiche: si menziona la perdita di Michelle, la moglie di Sam, e quest'ultimo spiega a Jane che ciascuno reagisce ai traumi e al dolore a modo proprio, tentando di aiutarla ad elaborare l'aver sfiorato la morte e l'omicidio del suo amico "Charlie 1". Alla fine, dopo varie rassicurazioni da parte di lei, lui riconosce che è davvero pronta a tornare e le consiglia di abbandonare l'ossessione di rintracciare l'ex mentore Maggie Shaw, per concentrarsi soltanto sul presente. Alex, il figlio maggiore di Jane, ha iniziato a frequentare l'Accademia Navale di Annapolis in Virginia.
- Guest star: LL Cool J (Agente Speciale dell'OSP di Los Angeles Sam Hanna), Kian Talan (Alex Tennant), Nick Creegan (Agente Sam Crichton), Anna Khaja (Marcia Adler), Victor Alfieri (Furio), Elise Robertson (psicologa), Todd David Sells (Josh Moore), Lauren Ballesteros (Lydia Gant), Daniel Blake (Gil Gant), Jax Buresh (Hammond Gant).
- Ascolti USA: telespettatori 5 560 000[2]
- Ascolti Italia: telespettatori 628 000 – share 3,80%[3]

## Acqua e fuoco
- Titolo originale: Crash and Burn
- Diretto da: Tim Andrew
- Scritto da: Jan Nash e Christopher Silber

### Trama
A seguito dello schianto di un aereo che trasportava undici detenuti, essi fuggono sull'arcipelago, mentre molti degli U.S. Marshal che li scortavano vengono uccisi. Si scatena una caccia tra le varie agenzie tra cui l'NCIS per ricatturarli: a Kai, Jesse e l'Agente Speciale della Guardia Costiera Neil Pike è assegnato il compito di ritrovare tre cugini colpevoli di diverse violazioni di domicilio; Lucy spera in una missione entusiasmante ma, insieme a Kate, deve individuare Milton Blanc, un ordinario e monotono postino diventato piromane. L'Agente Speciale Swift ricompare e incarica Tennant e Sam Hanna di rintracciare Alexi Volkoff, un prigioniero russo di alto profilo e trafficante d'armi soprannominato "il Chimico" perché la sua specialità sono le armi biologiche, pensando che possano essere stati proprio i russi ad organizzare l'evasione di massa avendo lui come vero obiettivo. La ricerca li conduce fino a Las Vegas, dove intuiscono che il criminale è scomparso.
Sam dice a Jane di essere alle Hawaii per tenere un seminario di tattiche non convenzionali per le forze dell'ordine, anche se lei non sembra credergli totalmente.
- Guest star: LL Cool J (Sam Hanna), Nick Creegan (Sam Crichton), Henry Ian Cusick (Agente Speciale John Swift), Seana Kofoed (medico legale dottoressa Carla Chase), Mark Gessner (Agente Speciale della Guardia Costiera Neil Pike), Sharif Atkins (Norman "Boom Boom" Gates), David Meunier (Alexi Volkoff), Michael Hake (Jaxon Kekoa), Eugene Prokofiev (Walter Pimm), Will Allan (Milton Blanc), Frederick Koehler (Henry West), Lauren Ballesteros (Lydia Gant), Daniel Blake (Gil Gant), Jax Buresh (Hammond Gant).
- Ascolti USA: telespettatori 5 220 000[4]
- Ascolti Italia: telespettatori 561 000 – share 4,10%[3]

## Brividi e adrenalina
- Titolo originale: License to Thrill
- Diretto da: Christine Moore
- Scritto da: Ron McGee e Amy Rutberg

### Trama
Un gruppo di motociclisti spericolati compie una rapina in pieno giorno ad un istituto di credito federale rubando fondi destinati a un programma di welfare della Marina. L'NCIS deduce che i ladri sono amanti dell'adrenalina e del rischio, perciò Jesse, grande fan del motocross, si infiltra tra i partecipanti dell' "Hyperdrome Tour", uno show itinerante di sport estremi con i migliori atleti del mondo; per smascherare il colpevole, si trova a dover cimentarsi in azioni pericolose che gli fanno ricordare la spensieratezza della gioventù.
Nel frattempo, Tennant inizia ad avere dubbi sulle vere ragioni dell'arrivo alle Hawaii di Sam Hanna. Dopo un'osservazione di Ernie, Jane monitora gli accessi del pass elettronico dell'ospite, lo individua in un seminterrato non utilizzato da anni e irrompe nella stanza: con suo imbarazzo, tuttavia, vi trova Sam che sta realmente insegnando a una classe di giovani agenti.
Alla fine lei lo raggiunge sulla barca dove vive e gli dice che potrà rivelare il vero motivo quando sarà pronto, e gli offre una birra per scusarsi.
- Guest star: LL Cool J (Sam Hanna), Bill Dawes (T. J. Shaw), Carter Glade (Darrow), Natalee Linez (Gina Martinez), Gino Woulard (Xavier Duvall), Scott M. Schewe (Tenente dell'Honolulu Police Department Callahan).
- Ascolti USA: telespettatori 5 400 000[5]
- Ascolti Italia: telespettatori 635 000 – share 3,7%[6]

## Morte in arrivo
- Titolo originale: Dead on Arrival
- Diretto da: Larry Teng
- Scritto da: Yalun Tu e Noah Evslin

### Trama
Il Capitano e pilota della Marina Meredith Brooks viene trovata strangolata nella sua camera di un esclusivo resort che ospita soltanto i militari e le loro famiglie; il medico legale Chase rileva pelle sotto le unghie e tracce biologiche sulle lenzuola, segno che la vittima ha lottato con l'assassino e avuto un rapporto sessuale poco prima del decesso. Tennant e Jesse interrogano il night manager che afferma che Brooks era una cliente abituale e che non aveva mai discusso con nessuno; più tardi, tuttavia, l'uomo diventa il primo sospettato dato che le analisi confermano che era lui la persona con la quale lei ha avuto l'incontro passionale. Si scopre un collegamento ad un traffico di cocaina liquida, anche grazie all'olfatto di un cane poliziotto, distribuita all'interno della base di Pearl Harbor. Kate e Lucy agiscono sotto copertura infiltrandosi nella struttura come neo spose per individuare la mente di questa impresa criminale che si nasconde in piena vista.
Nel corso della missione, le due affrontano l'argomento matrimonio senza però approfondire.
Nel frattempo, il soggiorno prolungato di Sam alle Hawaii infastidisce Jesse che inizia a sentirsi escluso ed è ancora diffidente. L'ospite intrattiene Lucy e Kai con gli aneddoti delle esperienze vissute con il partner Callen all'Ufficio Progetti Speciali Speciali di Los Angeles e chiede a Ernie un'opinione su Jesse. Successivamente Sam assicura a quest'ultimo che, sebbene non possa rivelarle, le ragioni della propria presenza sono tutte positive e ribadisce che gli coprirà le spalle.
Alla fine la squadra si riunisce a casa di Tennant e Jesse racconta a Sam l'episodio in cui lui e la figlia sono rimasti bloccati su una delle isole che era stata assaltata dai pirati. Arriva Ernie che informa Jane di aver effettuato qualche ricerca approfondita su Sam: è stato mandato davvero per un seminario, ma non dall'OSP, bensì da una misteriosa "NCIS: ELITE".
- Guest star: LL Cool J (Sam Hanna), Seana Kofoed (Comandante Carla Chase, medico legale), Sharif Atkins (artificiere Norman "Boom Boom" Gates), Patrick Mulvey (Frank Howell), John Marshall Jones (George Conrad), Brian DeRozan (Marco Cano), Aliantha Lim (Tenente Comandante Meredith Brooks).
- Ascolti USA: telespettatori 5 400 000[7]
- Ascolti Italia: telespettatori 647 000 – share 3,9%[8]

## Servire e proteggere
- Titolo originale: Serve and Protect
- Diretto da: Yangzom Brauen
- Scritto da: Matt Bosack e Fallon O' Dowd

### Trama
La squadra è incaricata di proteggere Tatyana Sokolova, la figlia di un oligarca russo che possiede una potente compagnia privata che fornisce armi e mercenari alla Russia: ella infatti si trova alle Hawaii per partecipare ad una conferenza di pace internazionale supportata dal Dipartimento di Stato americano. Dopo che Lucy la salva da una bomba di vernice, la donna chiede che proprio lei sia la sua agente di scorta e Lucy è costretta, controvoglia, ad annullare una serata con Kate. Dovendo trascorrere del tempo insieme, le due iniziano a conoscersi meglio, sebbene la giovane si mostri infastidita dall'invadenza dell'altra, la quale confessa sorprendentemente la volontà di disertare e ritiene che loro si assomiglino più di quanto sembri, osservando che anche Lucy non ha assecondato le aspettative della propria ricca famiglia (rifiutando di guidarne il business del petrolio, ora nelle mani del fratello Michael). Grazie alla fidanzata di Kai, Camille Davies, una corrispondente di guerra arrivata a sorpresa sull'isola, emerge che in realtà Tatyana è lì per negoziare uno scambio di armi, nello specifico missili e droni.
Tatyana e Lucy finiscono sull'isola di Kauai insieme alla guardia del corpo della donna, nascondendosi nella foresta pluviale nel tentativo di fuggire dagli scagnozzi del padre, tra i quali il fratello, che intendono eliminare Tatyana, venendo rintracciate e salvate da Tennant e Sam. Rientrate a Pearl Harbor Jane informa Sokolova che le verrà concesso asilo negli Stati Uniti, mentre Lucy riabbraccia Kate che si era preoccupata sapendola sola e ferita.
Nel frattempo, Sam chiede a Tennant di aiutarlo a interrogare "Il Chimico" Alexi Volkoff (detenuto momentaneamente in un bunker sotterraneo che è la struttura più blindata delle Hawaii) per scoprire dove si trovano le rimanenti armi biologiche. Inoltre, si risolve il mistero di "NCIS: ELITE": si tratta di una sezione segreta dell'agenzia i cui agenti altamente addestrati conducono operazioni riservate.
- Guest star: LL Cool J (Sam Hanna)David Meunier (Alexi Volkoff, "Il Chimico"), Peyton List (Camille Davies), Masha Mashkova (Tatyana Sokolova), Egle Petraite (Nino Eliava), Rustic Bodomov (Vicktor), Vadym Krasnenko (uomo armato).
- Ascolti USA: telespettatori 4 820 000[9]
- Ascolti Italia: telespettatori 523 000 – share 3%[10]

## Operazione Coniglio Rosso
- Titolo originale: Operation Red Rabbit
- Diretto da: LeVar Burton
- Scritto da: Amy Rutberg e Mike Diaz

### Trama
Una giovane imprenditrice si presenta all'NCIS per denunciare la scomparsa del fidanzato, il capitano di corvetta Jack Spence dell'Intelligence della Marina, coinvolto nell' "Operazione Coniglio Rosso". Dalle indagini emerge però che i segreti dell'uomo sono molto più profondi di quanto lei potesse immaginare e che in realtà è un truffatore che raggira donne sole e facoltose, spingendole a indebitarsi per finanziare le presunte missioni segrete; tale rivelazione porta a una lunga lista di sospettate, dato che Ernie ne individua ben altre quattordici già cadute nella sua rete. Attraverso un forum creato da tutte loro per confrontarsi sulle rispettive esperienze e insultare Spence, la squadra risale alla prima vittima, Sharon Waters, che dal Texas l'ha seguito alle Hawaii e si pensa voglia vendicarsi. Quest'ultima spiega agli agenti di aver ingaggiato un investigatore privato affinché rintracciasse Spence, ma poi l'uomo viene rinvenuto morto. Tennant chiede alla fidanzata più recente di aiutarli a catturarlo, ma all'ultimo momento lei li tradisce consentendogli di fuggire.
Successivamente, si scopre la vera identità del falso capitano: Arnold Russo, assistente domiciliare di un anziano di Providence, nel Rhode Island, il quale al suo decesso ne ha intascato i risparmi e iniziato l'attività di truffatore prendendo di mira giovani donne di successo. La squadra deduce che Sharon intende davvero vendicarsi e, grazie a Sam, raggiunge la barca sulla quale la donna punta una pistola contro Spence e arresta entrambi.
Nel frattempo, per impressionare Sam, Kai si sta sottoponendo ad allenamenti intensivi e a una dieta ferrea per partecipare a un impegnativo triathlon. Alla fine dell'episodio, ammette a Sam di non voler partecipare, scoprendo che anche Sam non voleva prendervi parte.
Lucy e Jesse provano a convincere Ernie a iscriversi allo stesso sito utilizzato dal truffatore per avere un incontro sentimentale, ma lui rifiuta, salvo poi cambiare idea.
- Guest star: LL Cool J (Sam Hanna), Seana Kofoed (Comandante Carla Chase, medico legale), Noah Bean (Tyler Bingham), Brianna Brown (Talia), Lesli Margherita (Sharon Waters), Chelle Ramos (Jill Lee), Rich Ceraulo Ko (Capitano Jack Spence), Linda Castro (signora Potts), Grant Raymond Cooper (uomo al bar).
- Ascolti USA: telespettatori 4 980 000[11]
- Ascolti Italia: telespettatori 674 000 – share 3,9%[12]

## Mille passi ancora
- Titolo originale: The Next Thousand
- Diretto da: Daniela Ruah
- Scritto da: Matt Bosack, Jan Nash e Christopher Silber

### Trama
Un'unità dei Marine è in missione d'addestramento segreta su Big Island e vengono ritrovati i cadaveri di quattro dei membri, tutti uccisi da munizioni militari. Il principale sospettato è il Sergente d'artiglieria Osborne, che ha fatto perdere le proprie tracce, perciò la squadra si inoltra nel profondo della foresta pluviale per rintracciarlo, scoprendo un segreto inquietante: egli infatti sembra coinvolto nella scomparsa di una giovane barista, nel cui locale i soldati erano stati a divertirsi mostrando atteggiamenti arroganti. Il corpo della ragazza, violentata e brutalmente picchiata a morte, viene rinvenuto da Sam e Whistler, e il medico legale stabilisce che la vittima ha tentato di opporsi ai propri aggressori (più di uno). Nella foresta, avviene uno scontro a fuoco tra gli agenti e Osborne (l'uomo che stanno inseguendo) che poi viene arrestato.
Nel frattempo, Tennant cade in una trappola predisposta da Osborne e subisce una commozione cerebrale; bisognosa di aiuto, raggiunge una baita isolata e bussa alla porta: ad aprire è una donna dai capelli scuri e armata di fucile che, dopo un'iniziale diffidenza, la accoglie e le prepara un infuso per alleviarle il dolore. Tennant inizia a porle domande per conoscerla meglio, tuttavia l'altra non è incline ad aprirsi. Jesse e Kai, informati delle sue condizioni, si preoccupano, ma fortunatamente i soccorsi arrivano e la trovano da sola nella Baita, Jane capisce come sono andate le cose, dopo che la donna misteriosa prima di sparire, l'ha tempestata di domande sul caso, che sembra conoscere.
Alla fine, anche l'ufficiale che aveva mandato l'unità in addestramento viene arrestato, dato che sul corpo della barista vengono rilevati cinque campioni differenti di DNA, quattro dei soldati e uno suo (ha dunque partecipato alla violenza sessuale). Osborne ne è stato testimone ed è per questo che volevano eliminarlo; lui li ha uccisi per legittima difesa, l'uomo non sarà più un marine, ma può ricominciare come uomo libero.
Rientrata a casa ancora dolorante, Jane riflette sull'incontro con la donna misteriosa e improvvisamente, osservando una fotografia di lei bambina circondata dai genitori, deduce che quella donna era sua madre (che l'aveva abbandonata da piccola).
- Guest star: LL Cool J (Sam Hanna), Seana Kofoed (Comandante Carla Chase, medico legale), Celeste Oliva (madre di Jane), Sean Carrigan (Tenente Colonnello Reed), O' Shay Neal (Sergente d'artiglieria Clint Osborne), Will Rothhaar (Sergente d'artiglieria Braden Kirk), Stacie Greenwell (Ranger Jo Heath), Brennan Mejia (Nicholas Ruiz).
- Ascolti USA: telespettatori 5 400 000[13]
- Ascolti Italia: telespettatori 558 000 – share 3,3%[14]

## Fino alla fine
- Titolo originale: Into Thin Air
- Diretto da: Sherman Shelton Jr.
- Scritto da: Megan Bacharach e Ron McGee

### Trama
Sadie, la moglie del Sergente Maggiore dei Marine Caleb Latham, viene rapita in pieno giorno, mentre si trova con la migliore amica Lana, da un individuo mascherato da clown che la trascina in un furgone guidato da un complice. L'NCIS inizia a indagare, ma la richiesta di un riscatto di tre milioni di dollari lascia la squadra perplessa dato che la coppia non è benestante; tuttavia emerge che il rapimento potrebbe essere collegato al passato di Latham oltreoceano: egli è infatti, insieme all'ex commilitone Brock Overton, l'unico sopravvissuto all'esplosione del convoglio che trasportava la loro unità e che stava trasferendo una somma di denaro corrispondente proprio a tre milioni di dollari a uno sceicco locale. A seguito dell'esplosione, Latham se n'è indebitamente appropriato, perciò si suppone che lo sceicco abbia mandato uomini di fiducia a recuperarli. La squadra segue Latham al nascondiglio dei soldi e scopre che sono stati rubati e trovano Overton morto.
Latham, con l'aiuto economico dell'NCIS, consegna il denaro nel luogo indicato, ma chi ritira i borsoni si rivela estraneo alla vicenda. Caleb e gli agenti assistono in una successiva videochiamata all'apparente morte della donna. I sospetti si indirizzano su un certo Marlon Vega, colui che aveva supervisionato il trasferimento di denaro in Iraq, poiché ha precedenti penali per aggressione, ma Jesse e Kai sono costretti a sparargli, anche se si ha comunque la conferma che era lui il complice alla guida del furgone.
La squadra non capisce dove siano finiti i soldi e qual è l'identità del secondo rapitore, ma il medico legale Chase rileva che il sangue rinvenuto nel magazzino dove credevano fosse stata filmato l'omicidio di Sadie, non è stato schizzato, bensì spalmato, concludendo quindi che la donna sia ancora viva.
Alla fine si scopre che anche Lana è coinvolta, essendo lei la testimone del rapimento (facendo capire agli spettatori che l'inizio dell'episodio è il racconto falso): Sadie le aveva confidato che il marito era cambiato dopo il rientro in patria, aveva iniziato a bere e spesso diventava violento, manifestando il desiderio di fuggire con il denaro di cui aveva scoperto l'esistenza; allora l'amica, innamorata e ricambiata di lei, si è offerta di aiutarla a inscenare la propria morte e di organizzare la loro fuga all'estero, certa che avrebbero potuto godersi la libertà insieme, piano che va in fumo perché Tennant le rintraccia e le fa arrestare, facendo capire a Lana che Sadie ha mentito su tutto e si sarebbe sbarazzata anche di lei, dopo che la accusa dei vari crimini.
Sam chiede l'assistenza di Ernie per decriptare un portatile scovato dalla squadra "ELITE" in un laboratorio illegale in Pakistan appartenente a "Il Chimico" e che potrebbe contenere la posizione dei siti di stoccaggio delle armi biologiche.
- Guest star: LL Cool J (Sam Hanna), Seana Kofoed (Carla Chase)
- Altri interpreti: Brandon Fobbs (Sergente Maggiore Caleb Latham), Nikiva Dionne (Sadie Latham), Rachelle Goulding (Lana Kyle), John Patrick Jordan (Brock Overton), Dalex Miller (Marlon Vega).
- Ascolti USA: telespettatori 5 120 000[15]
- Ascolti Italia: telespettatori 752 000 – share 4,5%[16]

## Versa il tè
- Titolo originale: Spill the Tea
- Diretto da: LeVar Burton
- Scritto da: Mike Diaz e Noah Evslin

### Trama
Gli agenti di Pearl Harbor vengono prelevati dai membri dell'NCIS: ELITE, che si presentano con i nomi "Timo", "Rosmarino" e Jesse (in realtà degli alias), e portati all'interno del bunker blindato in cui è detenuto, dal momento dell'arresto, "Il Chimico". Quest'ultimo è stato avvelenato e, poiché l'omicidio è di competenza della squadra di Tennant, gli altri chiedono loro di collaborare; il criminale aveva rivelato all'Agente Speciale Swift la posizione dei tre laboratori illegali contenenti le armi biologiche e stava per svelare quella del quarto, che custodisce il misterioso "Composto X", perciò è necessario scoprirla in modo da identificarlo rapidamente.
Sam e i colleghi intuiscono che Volkoff deve essere stato eliminato perché ritenuto un traditore, e dopo che emerge che un gruppo di russi atterrati recentemente alle Hawaii è legato alla "Bratva", la più potente organizzazione criminale russa, gli agenti si mettono sulle loro tracce. Il medico legale Chase rileva che l'avvelenamento è stato provocato da spirulina, un integratore alimentare ricavato da un'alga e disciolto nel tè preparato da Swift per Volkoff (al quale è stato fatale a causa della sua condizione di immunodepresso).
Durante un'irruzione in una casa che potrebbe essere l'alloggio del gruppo, le due squadre soccorrono una giovane donna: si chiama Analisa Cruz, di origini filippine, e ha una specializzazione in chimica organica. Malgrado sia sconvolta, Swift la interroga e perde le staffe, spingendo Tennant ad allontanarlo; rimasta sola con lei, Cruz ammette di essere stata l'assistente di Volkoff e che i criminali l'hanno costretta ad ideare la sua uccisione (cioè l'avvelenamento); poi aggiunge di conoscere il "Composto X" avendo partecipato alla sua creazione: si tratta di un microbo che induce il sistema immunitario ad attaccare sé stesso, è incolore, inodore, volatile e quasi sempre mortale.
Esaminando nuovamente gli spostamenti di Volkoff, Ernie individua diverse trasferte verso Belgrado, in Serbia, ipotizzando quindi che il quarto laboratorio possa trovarsi lì. Sam, Tennant, Jesse, l'ELITE e il Comandante Chase si imbarcano su un aereo portando con sé la dottoressa Cruz; grazie ad un contatto di Tennant, si procurano delle armi.
Gli indizi li conducono ad una vecchia centrale elettrica abbandonata: si dividono per perlustrare le varie stanze, gli agenti dell'ELITE si accorgono improvvisamente che nella valigetta contenente il composto letale vi sono solo quattro bombolette; non fanno in tempo a rendersi conto che la quinta è nelle mani di Cruz che la apre rilasciando la sostanza nell'aria. I sintomi si manifestano immediatamente e Sam non riesce a raggiungerli dato che le porte si sono sigillate ermeticamente.
Nel corso dell'episodio, la squadra di Pearl Harbor, e in particolare Jesse, entrano in competizione con l'altra, infastiditi dall'essere stati tenuti all'oscuro sia della loro presenza sia dell'indagine sulle armi biologiche.
- Special guest star: LL Cool J (Sam Hanna)
- Guest star: Henry Ian Cusick (Agente Speciale dell'Ufficio Progetti Speciali John Swift), Seana Kofoed (Comandante Carla Chase, medico legale), Sharif Atkins (artificiere Norman "Boom Boom" Gates), David Meunier (Alexi Volkoff, "Il Chimico"), Rachel Marsh (dottoressa Analisa Cruz), Vivian Lamolli (Rosmarino), Joseph Lee Anderson (Timo), Raphael Corkhill (Milos Vukicevic), Nikolai Tsankov (Lev Fedorov), Zane Stephens (Barry).
- Ascolti USA: telespettatori 5 070 000[17]
- Ascolti Italia: telespettatori 485 000 – share 2,8%[18]

## Tutti per uno
- Titolo originale: Divided We Conquer
- Diretto da: Christine Moore
- Scritto da: Megan Bacharach e Yalun Tu

### Trama
Analisa Cruz ha rilasciato il famigerato e letale "Composto X" nella stanza in cui si trovano i tre agenti dell'ELITE, che muoiono quasi istantaneamente. Nell'eroico tentativo di soccorrere i compagni (e malgrado gli ordini di Swift), Sam apre per pochi secondi la porta pressurizzata che lo separa dalla stanza contaminata e viene infettato a causa di una crepa nella maschera protettiva. Cruz riesce a scappare. La Chase, che era partita con loro per Belgrado, procede immediatamente a metterlo in isolamento e inizia a monitorarlo, in una struttura isolata fornita da Milos un contatto di Jane; mentre lei e Jesse partono alla ricerca della Cruz.
Alle Hawaii, Kai e gli altri scoprono che il vero nome della donna è Tala Flores e che appartiene ad un gruppo estremista filippino, quindi è necessario rintracciarne anche gli altri membri e individuare gli obiettivi. Jesse riesce a trovare l'antidoto al composto nel laboratorio, la Chase scopre che ne rimane a malapena una dose, probabilmente non sufficiente a salvare Sam, la cui condizione peggiora, questi le chiede di riprodurlo per fermare il "Composto X", la donna promette di essere il più veloce possibile.
Gli agenti riescono ad arrestare la Cruz, ma quest'ultima si rifiuta di collaborare; allora Tennant elabora uno stratagemma grazie all'assistenza di Ernie (che manipola un filmato attraverso l'intelligenza artificiale e i deepfake): le fa credere, con l'inganno, che la sorella Maria venga torturata in un luogo segreto. La dottoressa, non volendo che la sorella soffra, fornisce le informazioni: i bersagli sono i militari americani, ma Sam non fidandosi della donna, dice a Jane di indagare e il vero bersaglio sono le loro famiglie, che parteciperanno ad una conferenza a Pearl Harbor, l'uomo ha un peggioramento, ma la Chase gli inietta uno degli antidoti replicati e lo salva
La squadra neutralizza tutti i terroristi e recupera le bombolette. Ma la Cruz si libera dopo aver steso Milos e prende la Chase in ostaggio, per scappare, ma viene freddata alle spalle da Sam ripresosi. Rientrati alle Hawaii, i colleghi gli organizzano una festa di bentornato per celebrare la sua guarigione e commemorare gli agenti ELITE deceduti. Nella scena finale dell'episodio, Tennnant torna a casa ed è sorpresa di trovare, nella penombra, la sua ex mentore Maggie Shaw (ricercata per spionaggio e tradimento) ad attenderla in soggiorno, la quale le porge un drink dicendole che le servirà per sentire ciò che accadrà.
- Special guest star: LL Cool J (Sam Hanna).
- Guest star: Henry Ian Cusick (Agente Speciale dell'Ufficio Progetti Speciali John Swift), Seana Kofoed (Comandante Carla Chase, medico legale), Rachel Marsh (dottoressa Analisa Cruz), Raphael Corkhill (Milos Vukicevic), Jake Allyn (Nuovo Jesse), Julie White (Maggie Shaw), Shania Lei Bravo (Maria Flores).
- Ascolti USA: telespettatori 5 410 000[19]
- Ascolti Italia: telespettatori 497 000 – share 3,4%[20]